# Mindanaoglasögonfågel
För fågelarten Lophozosterops goodfellowi, se svarttyglad glasögonfågel.
Mindanaoglasögonfågel (Dasycrotapha plateni) är en fågel i familjen glasögonfåglar inom ordningen tättingar. Den förekommer endast på ön Mindanao i Filippinerna. Fågeln minskar i antal, så pass att IUCN kategoriserar den som nära hotad.

## Utseende och läte
Mindanaoglasögonfågel är en mycket liten glasögonfågel med en kroppslängd på endast 10 cm. Ovansidan är medelbrun, undersidan gråvit. Den är vidare kraftigt vitstreckad på mörka huvudet, strupen och bröstet.
Bland lätena hörs dämpade ”tchik", ”chik" eller "chit", ibland uppreapade i snabba serier. Även tystlåtna "dzhou dzhou dzhou” och "tsieu tsieu... tsieu tsieu tsieu" kan höras.

## Utbredning och systematik
Fågeln förekommer endast på ön Mindanao i Filippinerna. Den behandlas som monotypisk, det vill säga att den inte delas in i några underarter. Liksom flera andra glasögonfåglar i Filippinerna behandlades den tidigare som en medlem av familjen timalior (Timaliidae), då i släktet Stachyris. Genetiska studier visar dock att de är en del av glasögonfåglarna.

## Levnadssätt
Mindanaoglasögonfågeln hittas i subtropisk eller tropiska fuktiga skogar i både låglänta områden och bergstrakter. Den födosöker mellan tre och sex meter upp i lövverket, vanligen i par eller smågrupper och ofta med andra fågelarter. Födan består av insekter och småfrukter. Arten häckar mars till maj.

## Status och hot
Arten har ett stort utbredningsområde, men tros minska i antal, dock inte tillräckligt kraftigt för att den ska betraktas som hotad. Internationella naturvårdsunionen IUCN listar arten som nära hotad (LC).

## Namn
Fågelns vetenskapliga artnamn hedrar Dr Carl Constantin Platen (1843–1899), tysk läkare och samlare av specimen i Ostindien.